# Gerhard von Katzenelnbogen
Gerhard von Katzenelnbogen (... – 1280) fu Gran Maestro dell'Ordine di Livonia nel 1279 e nel 1280, anno della sua morte.

## Biografia
Dopo la morte di Ernst von Ratzeburg durante la battaglia di Aizkraukle, il suo posto come Landmeister in Livland venne ricoperto da Gerhard von Katzenelnbogen, già Landmarschall di Livonia, una carica amministrativa minore all'interno degli ex cavalieri portaspada.
Nel 1280, l'Ordine di Livonia decise di attaccare le terre lituane, sperando di assestare un colpo definitivo al capo del Granducato di Lituania Traidenis e renderlo impossibilitato ad avviare una nuova guerra. L'esercito dell'Ordine riuscì a raggiungere la città di Kernavė, nei pressi di Vilnius, senza incontrare alcuna resistenza degna di rilievo da parte dei lituani: i cavalieri ne approfittarono e saccheggiarono molti villaggi nei dintorni della città.
Nel 1280, il Duca Nameisis progettò un attacco ai danni di Riga, cominciando ad allestire un esercito per la missione. Saputa la notizia, i Cavalieri di Livonia si riunirono alle porte dell’attuale capitale lettone. Quando Namejs si avvicinò a Riga, notò che i crociati si erano già disposti in formazione e decise di ritirarsi, in quanto l'effetto sorpresa su cui contava svanì.

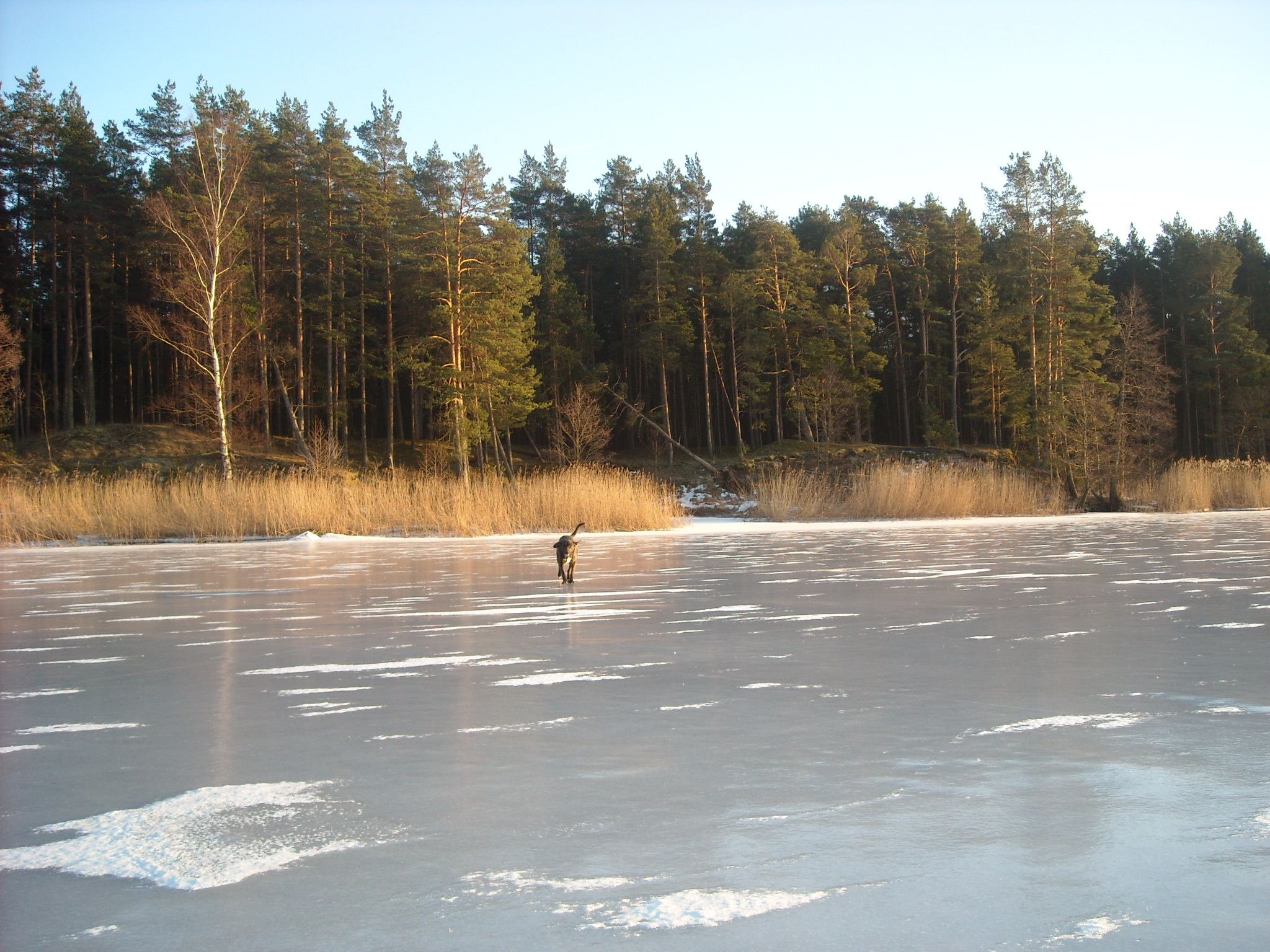
Il fiume Lielupe ghiacciato. Fu questa condizione a determinare una grave sconfitta per i crociati: fra di essi, perse la vita anche von Katzenelnbogen

I cavalieri si lanciarono all’inseguimento di Namejs mentre questi, affiancato dai semigalli, attraversava il fiume ghiacciato Lielupe. A causa del peso dell'armatura e dei cavalli, alcuni Livoniani affondarono nel fiume ghiacciato morendo. Coloro che riuscirono a salvarsi uscendo rapidamente dalle acque fredde, dovettero vedersela con Namejs, il quale sfruttò il momento favorevole e attaccò i sopravvissuti con la sua armata, uccidendone e catturandone molti. A perdere la vita fu anche il Landmeister Gerhard von Katzenelnbogen.